# Maison Krioukov
La maison Krioukov (russe : Дом Крюкова) est un petit immeuble de briques situé à Novossibirsk en Russie. Elle se trouve dans le district municipal Jeleznodorjny et a été construite en 1908 par le marchand Zacharie Grigorievitch Krioukov. Elle est située à l'angle de la rue Sovietskaïa et de la rue Gorki.

## Histoire
Cette maison a été construite en 1908 rue du Cabinet (aujourd'hui rue Sovietskaïa ou rue Soviétique) dans ce qui était alors la ville de Novonikolaïevsk.
Krioukov disposait du sous-sol et du rez-de-chaussée et donnait en location le premier étage, notamment aux réunions publiques. En 1910, sa femme Catherine Ivanovna écrivit aux autorités municipales pour demander la permission de construire des dépendances le long de la rue Tobizenovskaïa (aujourd'hui rue Gorki). En 1912, Krioukov y ouvre au rez-de-chaussée un cinéma, le Diana (devenu plus tard le cinéma Louchtchy - ou Meilleur). Il ferme en 1918. Le premier étage est occupé par un hôtel, puis de 1921 à novembre 1923 par le bureau sibérien du comité du RCB. Au rez-de-chaussée, se trouvent un cinéma, un théâtre de propagande, un club marxiste. De 1930 à 1998 s'y trouvait une unité militaire du ministère de l'Intérieur.
Aujourd'hui, la maison est occupée par un magasin de vins et un restaurant de luxe appelé « La Maison » (en français dans le texte). Ce restaurant a été visité par Vladimir Poutine et Noursoultan Nazarbaïev en 2007.

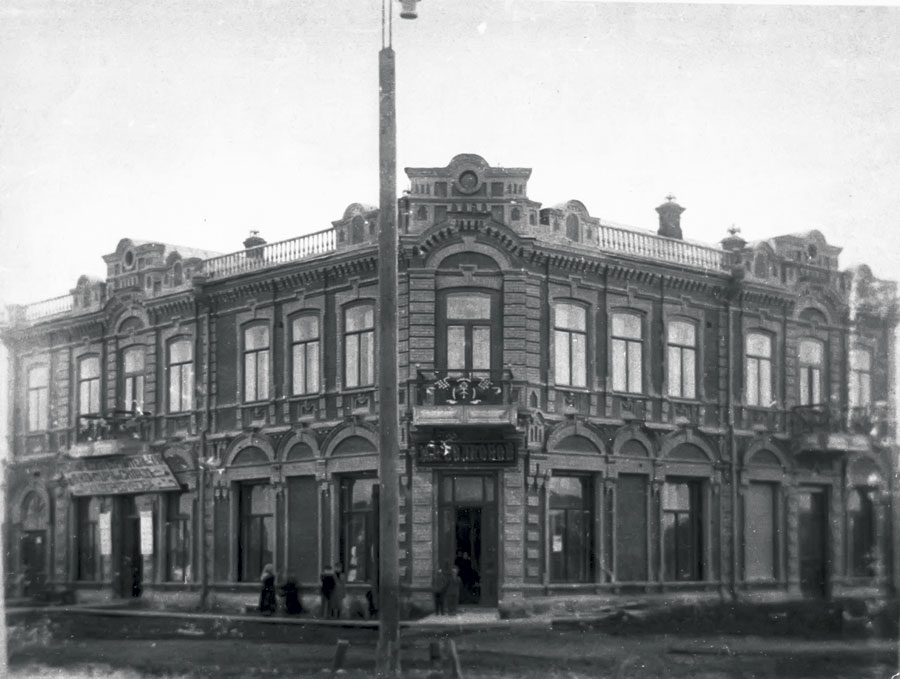
La Maison Krioukov avant la révolution.

## Photographies

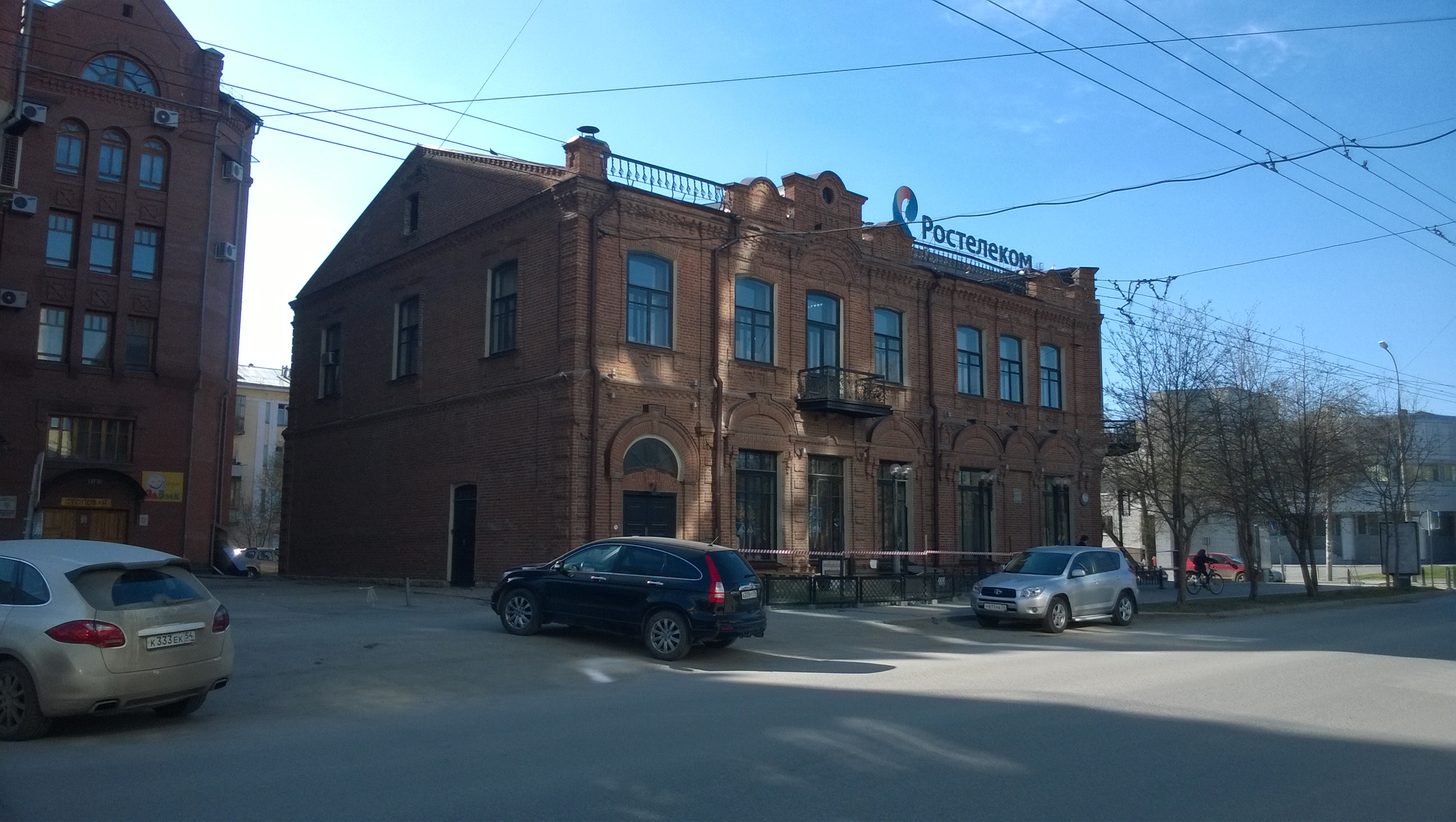
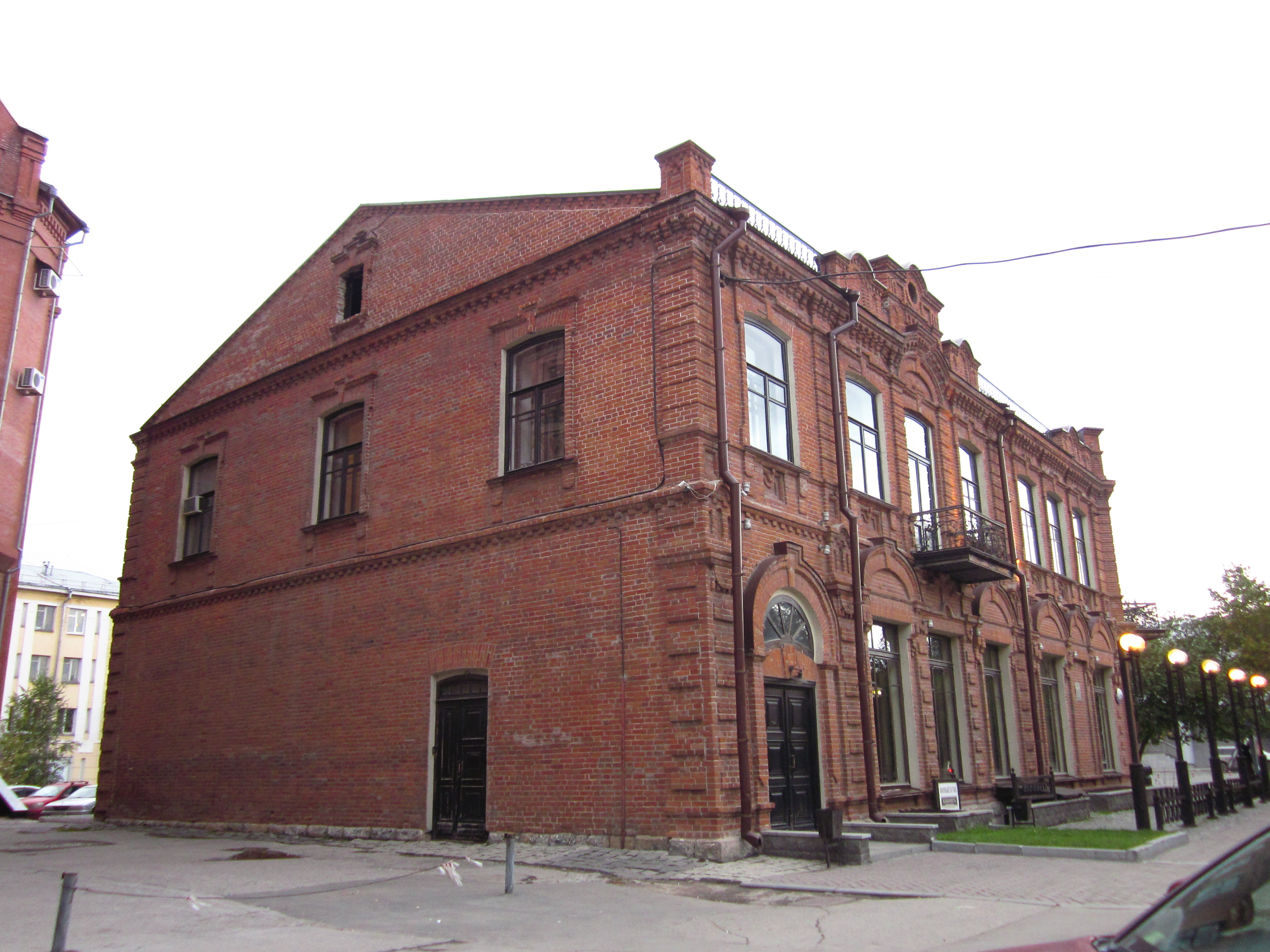
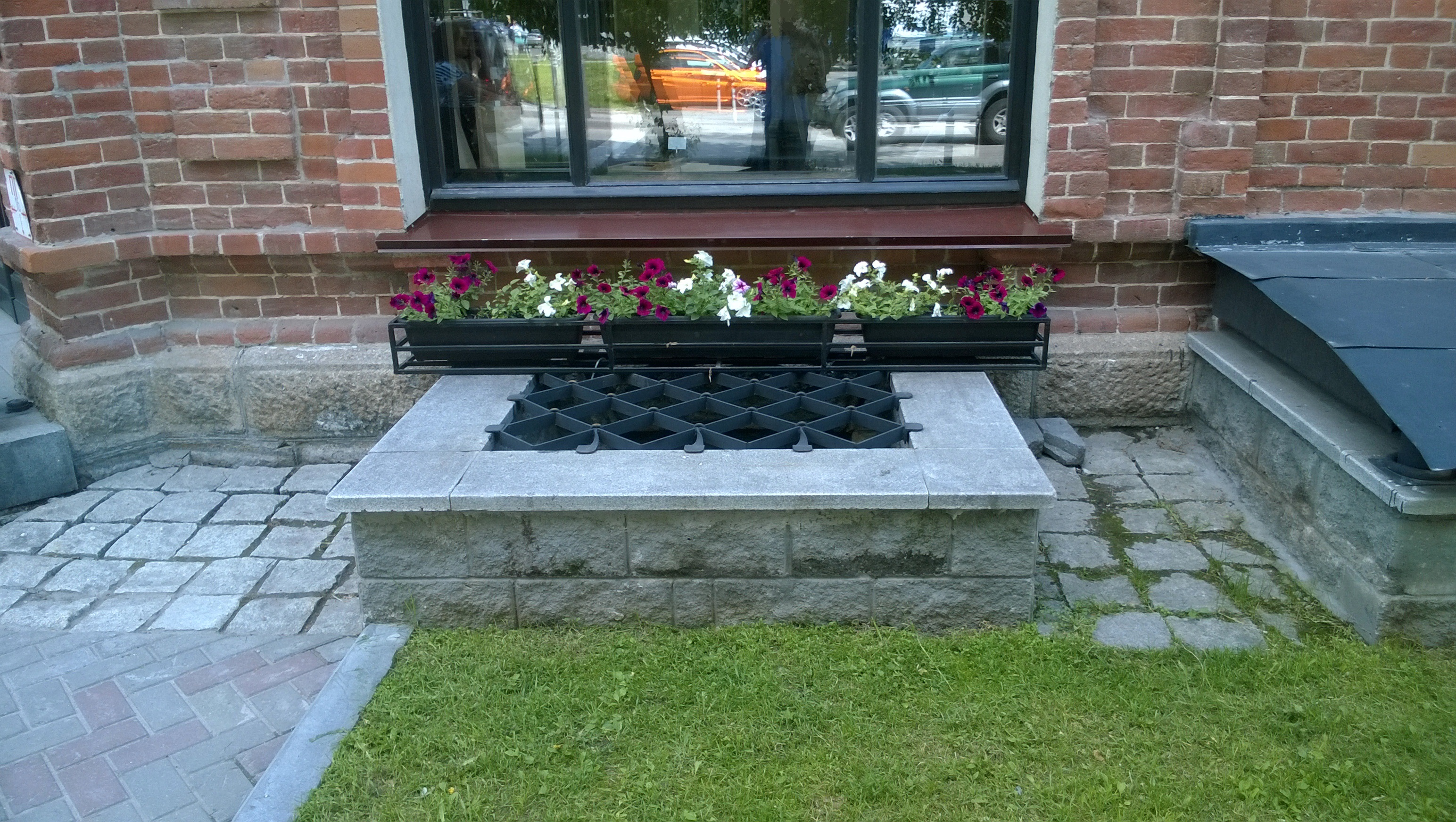
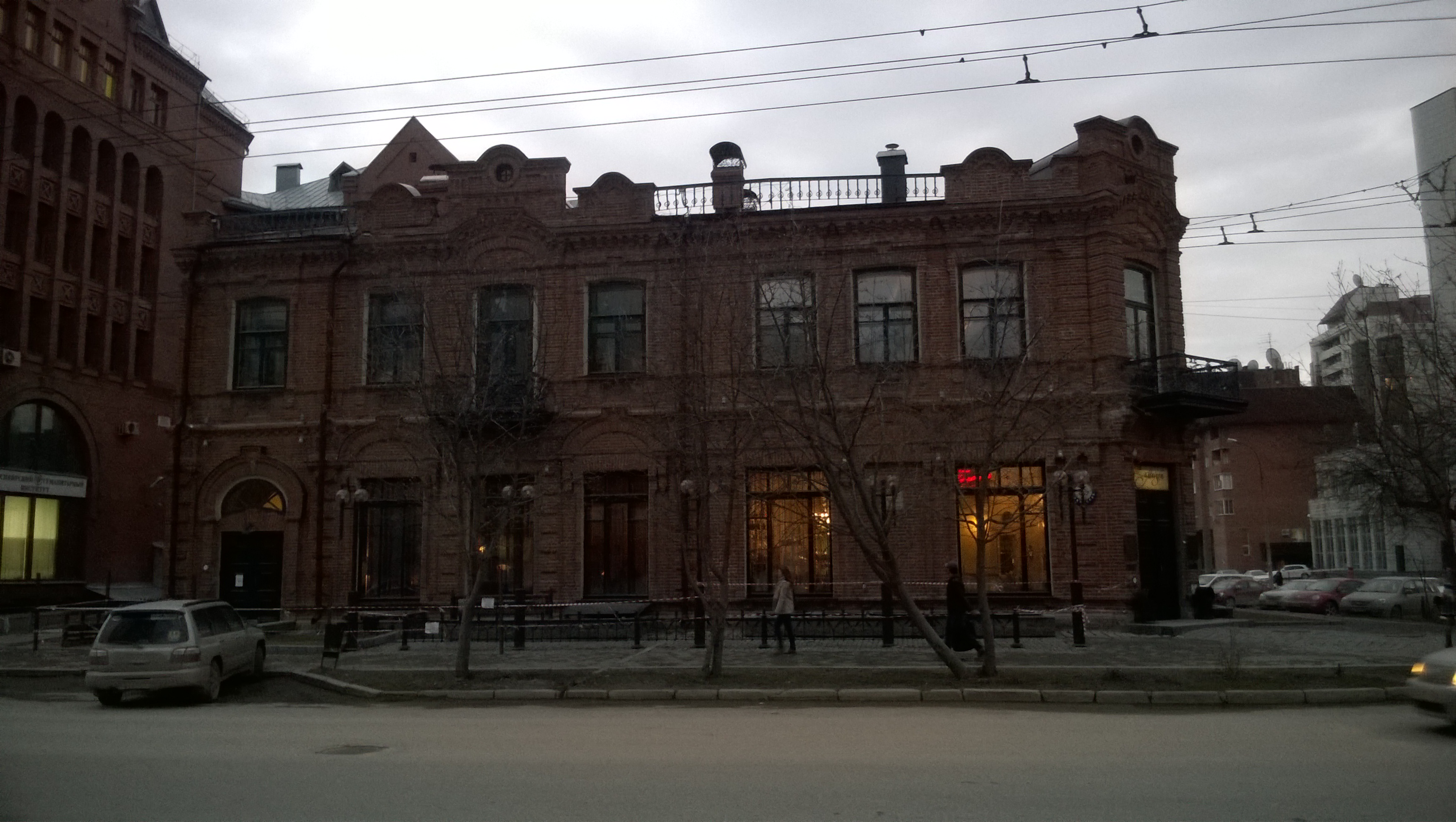
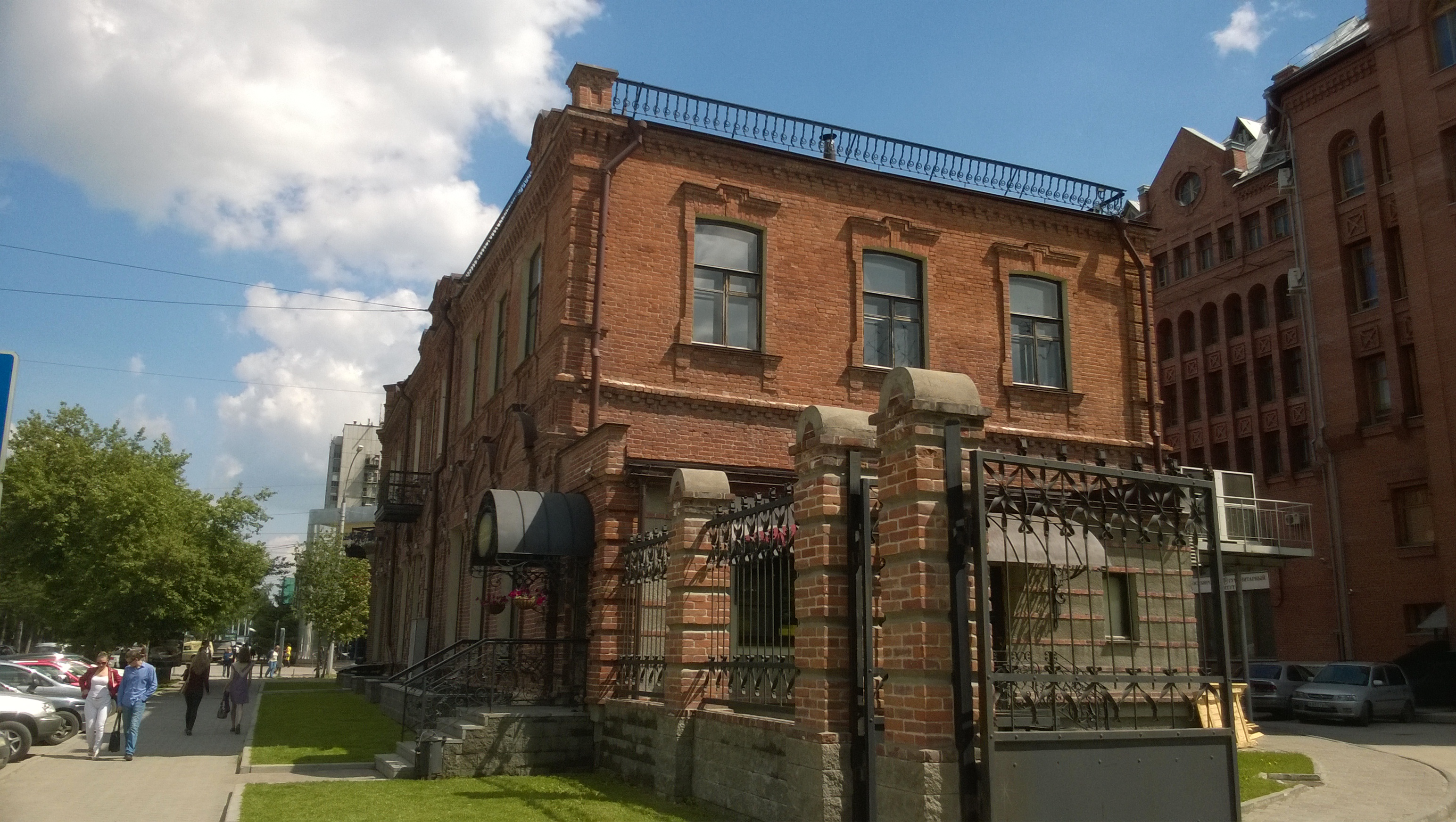
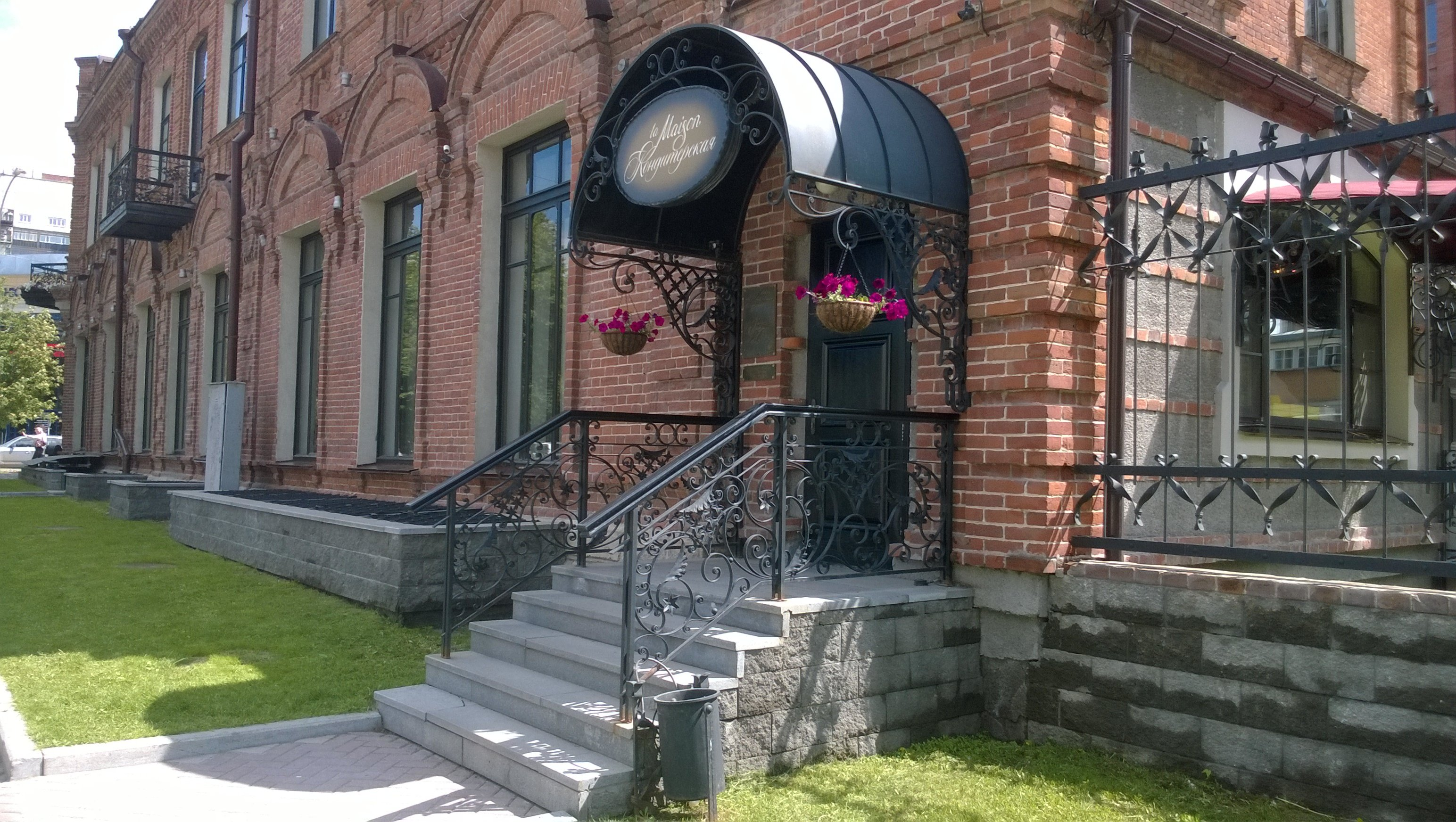
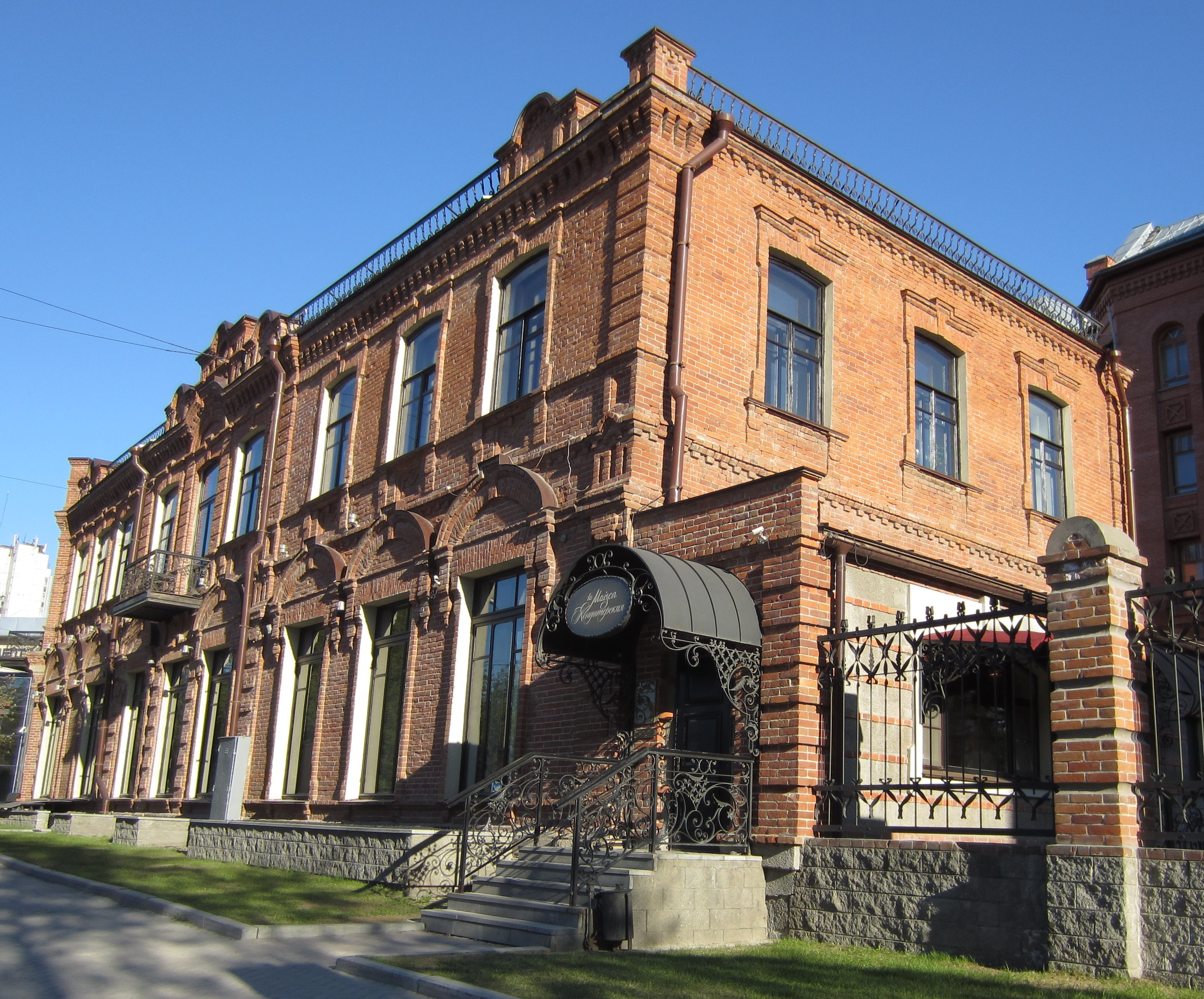